# Polyipnus elongatus
Polyipnus elongatus és una espècie de peix pertanyent a la família dels esternoptíquids.

## Descripció
- Fa 7 cm de llargària màxima.[5][6]

## Hàbitat
És un peix marí, de clima tropical i bentopelàgic que viu fins als 440 m de fondària.

## Distribució geogràfica
Es troba al Pacífic sud-occidental: és un endemisme d'Austràlia.

## Observacions
És inofensiu per als humans.